# 秉烈彝族乡
秉烈彝族乡是中华人民共和国云南省文山壮族苗族自治州文山市下辖的一个民族乡。

## 行政区划
秉烈彝族乡下辖以下村级行政区划单位：
秉烈村、老安寨村、旧老龙村、舍舍村、务路村、小平坝村、卡作村、迷勒湾村、丫科革村和倮家邑村。